# Bagaregården
Bagaregården är en stadsdel och ett primärområde i stadsområde Centrum i Göteborgs kommun. Det var också namnet på ett tidigare landeri i området. Primärområdet har en areal på 47 hektar. Stadsdelen Bagaregården har en areal på 125 hektar.   En del av Bagaregården tillhör S:t Pauli församling och den del som kallas Strömmensberg tillhör Härlanda församling.

## Landeriet

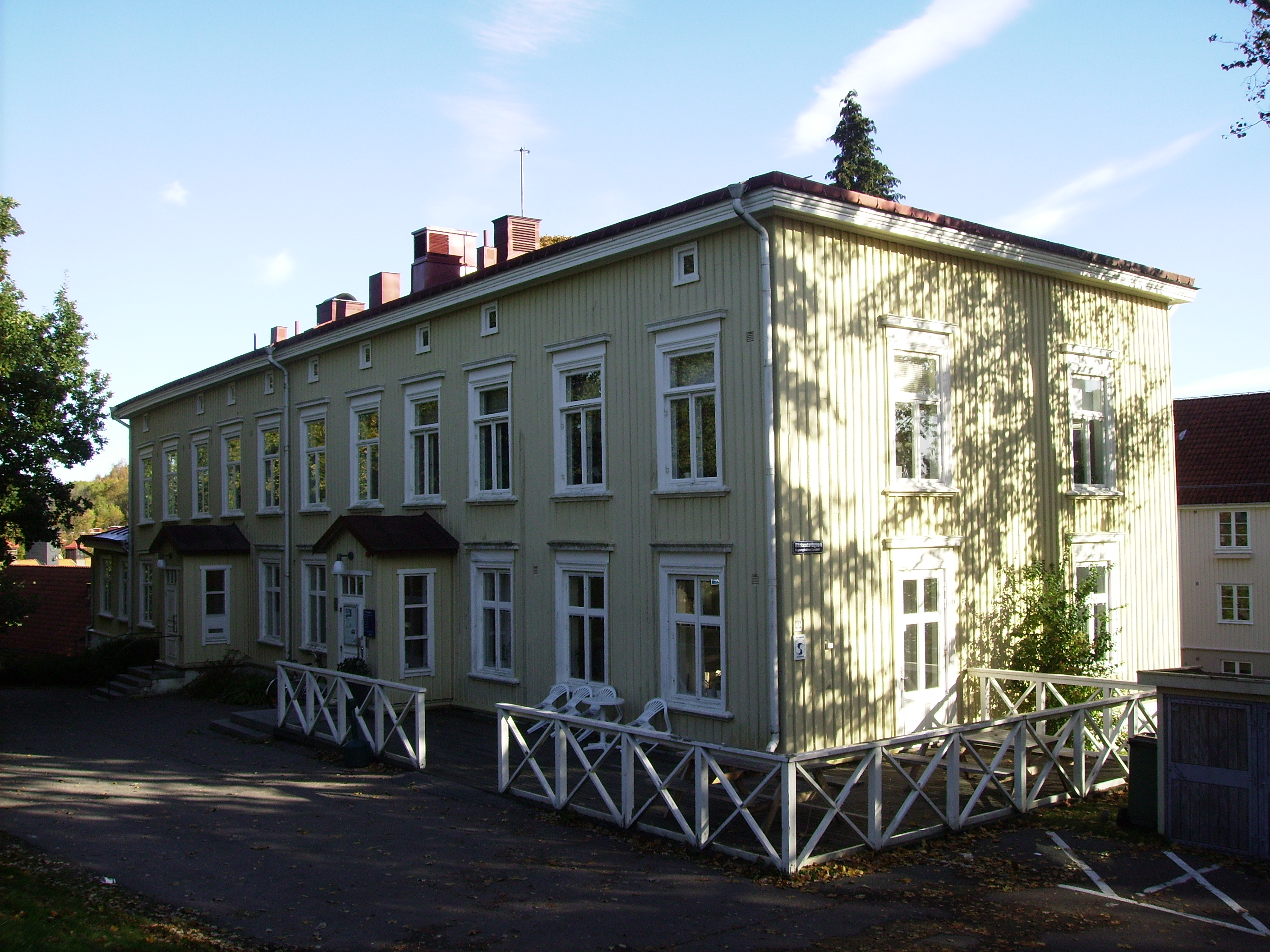
Landeriet Bagaregården.

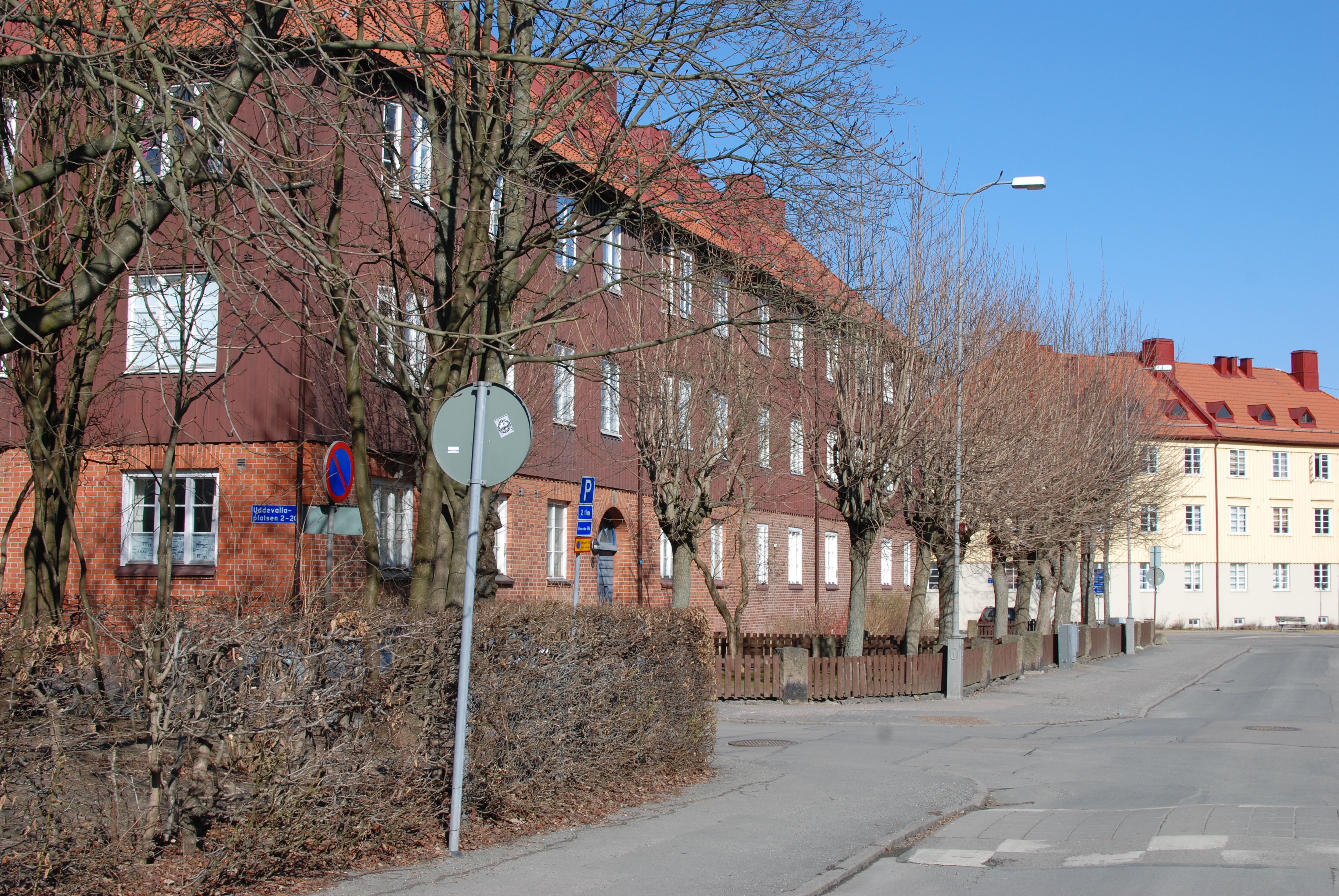
Uddevallagatan i Bagaregården.

Bagaregården är uppkallat efter landeriet Bagaregården i 7:e kvarteret Billingen 17. Liksom landeriet Härlanda var Bagaregården beläget på Härlanda hemmans gamla marker. Det landeri som senare fick namnet Bagaregården, kallades under hela 1600-talet och långt in på 1700-talet för Härlanda, medan det landeri, som senare uteslutande fick detta namn, då benämndes Härlanda Äng. Under början av 1600-talet utarrenderades dessa områden till olika konsortier av stadens främsta män, som använde ängarna till betesmarker för sina kreatur. Först sedan Paul Jürgenson fått landeriet upplåtet på sig år 1679, börjar det få karaktären av lantegendom. Det är först nu som bebyggelsen av området påbörjas, för när Jürgenson år 1685 får förnyelse på upplåtelsen, meddelas att detta beviljas "... i anseende till det myckna arbete, möda och anseenliga kostnad, som han både till en gårdz uppbyggande och ett elliest tufwigt och stenigt Landz rödiande och cultiverande använt hade". Det anges att landeriet är "... wäll bebygder medh 2:ne wäll upplanterade Trägårdar medh åthskillige unge fruchtsamma trän utj samme trägårdar och brede widh så i trägårdarne som i giärdet åthskillge små dammar upkastade".
Paul Jürgenson innehade landeriet till sin död år 1696, då det övertogs av hans änka Cecilia Jörgens. Tio år senare byter egendomen åter ägare, den övertas då av  mågen J. N. Aschen, gift med Brita Maya Jeurgens, som innehar gården till sin död 1734. Därefter behåller hans arvingar den till år 1738. År 1758 inköptes landeriet av källarmästare Johan Minten och efter dennes död 1786 behöll änkan besittningsrätten till 1799. Då övertogs den av handlanden Anders Fröding och från 1809 av hans änka Johanna E. Fröding, som 1811 sålde den till major Carl af Petersens. Av dennes konkursbo, inlöstes landeriet år 1831 av brodern, löjtnant H. af Petersens. År 1834 såldes landeriet till friherre G. Bennet. Bagaregårdens areal under Härlanda hemman, beräknades 1855 uppgå till drygt 82 tunnland.
Torpet "Lilla Härlanda", på Bagaregårdens område, låg ännu kvar på 1920-talet. Det var ett mindre torp med ett bostadshus, cirka 11 meter långt och uppfört av liggande timmer med utskjutande, inklädda knutar. Väggarna var utvändigt brädfodrade och rödmålade. Yttertaket var sadelformat och valmat mot gavlarna samt täckt med enkupigt, rött tegel.
Namnet Bagaregården kom i bruk först sent på 1800-talet, dock påträffas namnet "Bakaregården" i en skrivelse till magistraten redan 1671.  Bagaren Joachim Schönfelt betalade år 1651 10 daler och 16 öre "för et stycke Landh wedh Herlanna, som Torsten Bechbrennare til forne brukat". Det är efter denne bagaren som stadsdelen fått sitt namn.  Mest känt blev landeriet under senare hälften av 1700-talet, då källarmästaren och handelsmannen Johan Minten drev ett populärt värdshus här. Vackra vår- och sommarkvällar drog göteborgarna hit i stora skaror. Göteborgs stadsfullmäktige beslutade 1 juni 1899 om att lösa in landeriet Bagaregården av Morten Waerns änka Emma Waern (född Nerman) från Billingsfors, för 100 000 kronor. Landeriets huvudgård var genom kontrakt utarrenderad till trädgårdsmästaren N. P. Jonsson för tiden 14 mars 1895 och samma dag 1910.

### Beskrivning och värdering av landeriet
| ”                                                             | - 1. Manhus. Byggnaden af Timmer upförd, 2:ne wåningar hög med brädbeklädnad och målad med oljefärg, innehållande 13 rum med massa på wäggarna samt Porcelains- och andre Kakel ugnar. Taken spände med duk och wäggarno dels med Olje- och dels med Limfärg anstrukne samt panelade, samt med gode dörrar, golf och öfrigt innanrede försedde, har efter nuwarande priser på Materielier och arbetslöner blifwit ansedd til et wärde af 6 300 rdr b:co - 2. En Uthusbyggning, dels timrad och dels Ständerwerk med brädeklädning, 2:ne wåningar hög, med slätt tak, 2 300 rdr b:co - 3. En hög Terras åt trädgården af gråsten, en trappa af 17 tilhuggna gråstens steg, med wångstycken, ofwantil med ett zirligt gallerwärk och grindar med oljefärg, 500 rdr b:co - 4. En Ladugårdsbyggning af timmer, klädd med bräder, bestående af Fähus, Stall, Sele- och Snickare kammare, Redskapsskjul samt Loge och Lador, 2 100 rdr b:co - 5. En stor gammal Wagn- och Wedbod, dels timrad och dels af Ständerwerk, hwaruti äfwen är 1 Stall, 866 rdr 32 skill. - 6. En gråstensbyggning til Magasin, afdeld med Staquet och Bingar för Spannmål, Kjällare inredd til Brygghus och Bagarestufwa med 2:ne Kopparpannor, 750 rdr b:co - 7. En Byggning i hönsgården med 4 stora afskiftningar för fjäderkreatur, 100 rdr b:co - 8. Inkjörsportar, Staqueter och Grindar, 300 rdr b:co - 9. 2:ne små hus för Torpare, 333 rdr b:co I Trädgården befinnes ett antal unga frucktbärande träd och buskar, äfwensom flere underjordiske trummor af smärre kullersten, uptages til, 1 000 rdr b:co. Bergkullen, wäster om manbyggnaden, är till större delen bortsprängd, hwarigenom en wacker utsigt från nämnde byggnad til denna Staden, Götha älf, Gamlestaden och förbigående Landswägen wunnits, uptages til, 1 400 rdr b:co. Söder om gården, synnerligen Kullen och deromkring, är mycken stenbunden markupodling, äfwensom wid sluttningen af Kullen åt wästra sidan flera underjordiska trummor äre lagde, uptages till, 1 000 rdr b:co. | „ |
| – Utdrag ur Borgerskapets äldstes protokoll, 5 september 1811 | |   |

Tomten 12:e roten nr 35, var 124 alnar lång och 96 alnar bred eller 11 904 kvadratalnar (drygt 7 000 kvadratmeter). Värderingen av byggnader och diverse anläggningar, uppgick enligt ovan till 17 000 riksdaler banco.

## Bibliotek och ungdomsgård
År 1934 flyttade Redbergslids folkbibliotek, ett av Göteborgs folkbibliotek, in i det gamla landeriet Bagaregården. De sammanslagna biblioteken Härlanda- och Örgryte flyttade 2007 till Kulturhuset kåken (före detta Härlandafängelset).
Byggnaden på cirka 800 kvadratmeter, uppfördes troligen i slutet av 1700-talet. Den har byggts om under senare delen av 1800-talet. Sedan stadsdelen Bagaregården byggts ut har huset använts för allmänna ändamål. Bottenvåningen har bland annat inrymt Gamlestadens ungdomsgård, senare kallad Bagaregårdens fritidsgård, vilket var Sveriges första kommunala fritidsgård, öppnad 1936.

## Bostadsområdena Bagaregården och Strömmensberg

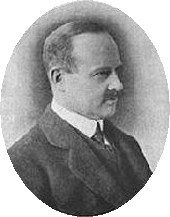
Stadsplaneraren Albert Lilienberg

Under åren 1907–27, då Albert Lilienberg var stadsingenjör i Göteborg, infördes en ny typ av stadsplan, som var mer oregelbunden och anpassad till terrängen. År 1911 fastställdes en medeltidsinpirerad stadsplan för hela Bagaregården som blev internationellt uppmärksammad på en stadsplaneutställning. Gatustrukturen har de för Lilienberg så karakteristiska lätt krökta gatorna och små platsbildningar såsom Uddevallaplatsen, Gustavsplatsen och Viloplatsen. Platserna och gatorna är trädplanterade. De planerades av Lilienberg, som förespråkade "gatans konst", och även detaljerna i stadsmiljön som nyttobyggnader, lyktstolpar, broräcken med mera, fick stor uppmärksamhet. Planen utformades enligt dåtidens ideal med gator, som följer terrängen med oregelbundna kvarter – Lilienberg utvecklade här den österrikiske arkitekten Camillo Sittes idéer. Den västra delen av Bagaregården byggdes ut med landshövdingehus och villor åren 1914–30, och på sluttningen mot Härlandavägen tillkom Vidkärrs trädgårdsstad samt några landshövdingehus vilka var HSB:s första i Göteborg. Lilienbergs plan för de östra delarna fullföljdes däremot inte, utan istället upprättades en ny stadsplan 1942 och området som numera kallas Strömmensberg bebyggdes med lamellhus och punkthus 1944–58. Västra Bagaregården ingår i kommunens "Bevaringsprogram 1975", med bebyggelsen väster om Stockholmsgatan, samt "Värdefulla miljöer 1985", bebyggelsen väster om Stockholmsgatan samt kvarteret 14 Hökensås. Området har dessutom pekats ut som riksintresse för kulturmiljövården enligt de bestämmelser som numera återfinns i 3 kap 6 § miljöbalken området.
Man ersatte de små enskilda gårdarna och skapade istället öppna gårdsrum som omfattade hela kvarter. Ett typiskt hyreshusområde från den här tiden är Bagaregården. Landshövdingehusets byggnadstyp har kombinerats med planterade gårdar och gator av stark rumsverkan. Området är attraktivt tack vare de idylliska landshövdingehusen, den natursköna miljön och det korta avståndet in till centrala Göteborg. Den yngre bebyggelsen i Bagaregården är välbevarad. I Bagaregården finns egnahemshus, lägenheter och radhus, som nästan allihop byggdes mellan 1915 och 1930. Tiden runt 1920 anses vara svensk arkitekturs guldålder. Landshövdingehusen i Bagaregården byggdes ursprungligen åt arbetare på bland annat Gamlestadens fabriker och SKF i Gamlestaden, men nu bor en stor andel från medelklassen här. Landshövdingehusen är populära och har låg hyra.
Uddevallaplatsen fick sitt namn 1915, och anlades som en slags entré till Bagaregården. Husen kring platsen ritades huvudsakligen av Harald Falkman. Falkgatan 13-15 med landshövdingehus nära Ånäsvägen är uppförda 1914–15 och ritades av Hjalmar Zetterström. Hörnhuset vid Ånäsvägen/Falkgatan byggdes 1924 i en något avvikande stil efter ritningar av Karl Severin Hansson.

## Namnen på några gator och platser

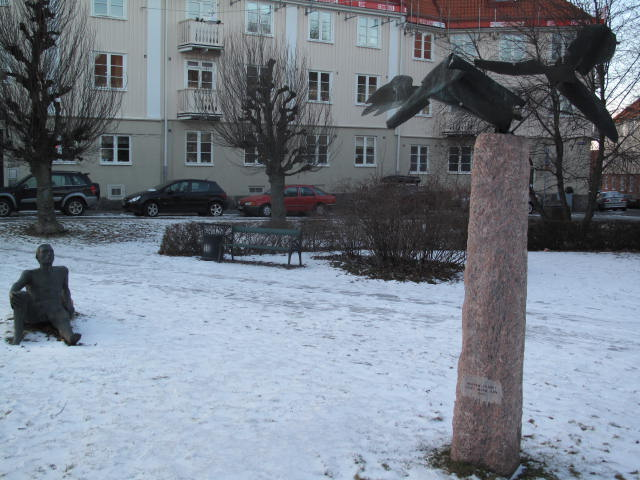
Mannen och trädet på Viloplatsen.

Några gator i Bagaregården fick av stadsfullmäktige namn efter Kungälv, Uddevalla och Stockholm. Göteborgs drätselkammares gatunamnsberedning hade 1915 föreslagit Karlsgatan, men stadsfullmäktige ersatte det med Stockholmsgatan, för att undvika förväxling med Karlagatan i Lunden. Karlsgatan skulle gå i samklang med Gustavsgatan, som tillkom efter borggårdstalet, ty namnet Gustav var mycket populärt i försvarsvänliga kretsar vid tidpunkten. Överhuvudtaget var kunganamn populära.
I Bagaregården återfinns också Bagaregårdsgatan och Bagaregårdsplatsen. Wærnsgatan har fått sitt namn efter släkten Wærn som ägt Bagaregården, Morten Wærns bror Carl Fredrik Wærn d.y. var politiker. Landerigatan är uppkallad efter just landeriet Bagaregården, Härlandavägen efter landeriet Härlanda (hette tidigare Bagaregårdsliden). Löparegatan tillkom 1915 med tanke på idrotten och en idrottsplats i närheten.
Flera av gatorna i Bagaregården och Olskroken har fågelnamn: Hökegatan och Örngatan namngivna redan 1883 – Ejdergatan, Falkgatan, Sparvgatan, Storkgatan och Svangatan, som samtliga fick sina namn 1886.

### Byggnadskvarter

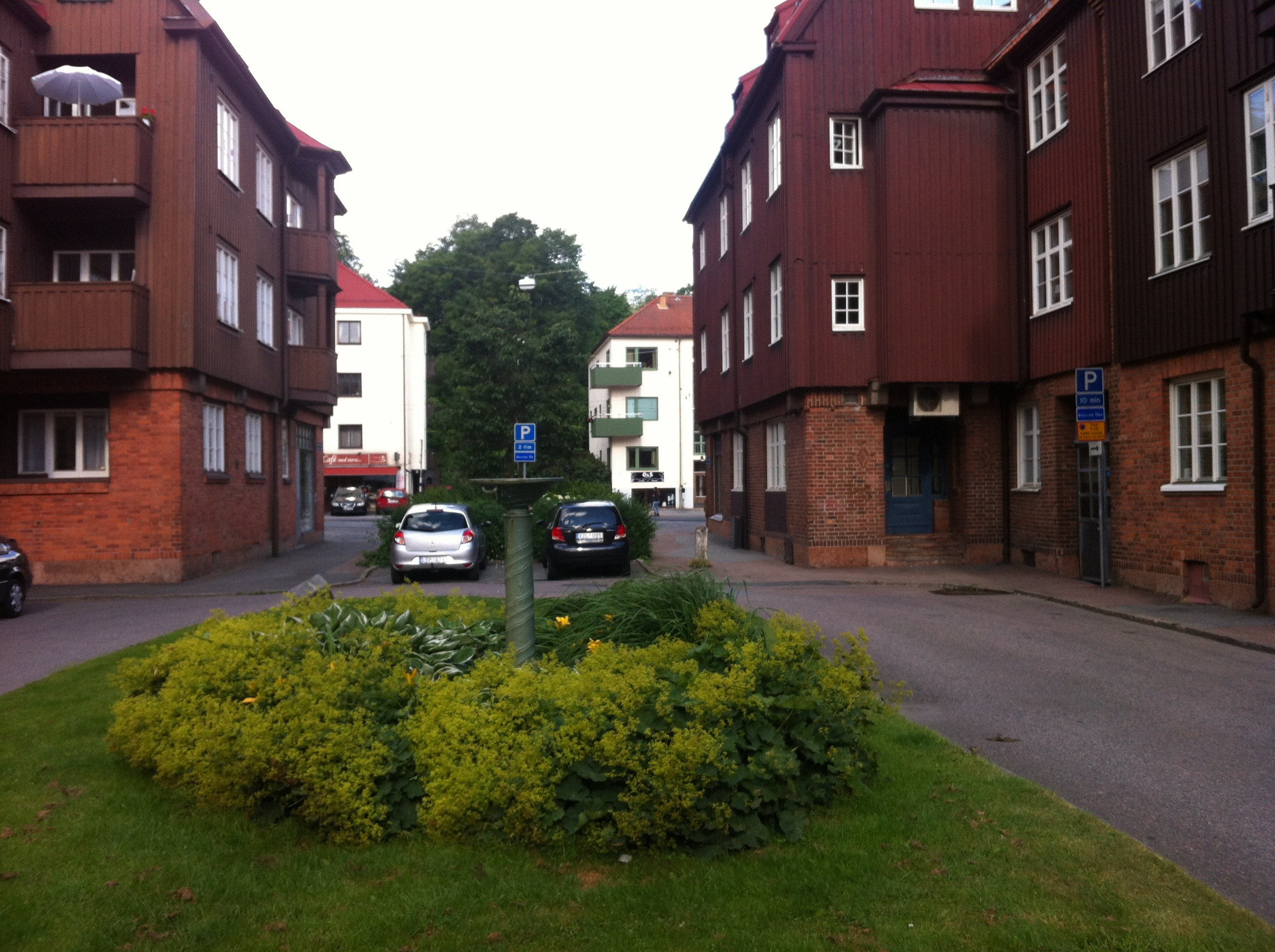
Uddevallaplatsen har en liten centralt placerad fontän.

- 1 kv. Blåkullen
- 2 kv. Vättlefjäll[27]
- 3 kv. Aleklätt
- 4 kv. Kynnefjäll
- 5 kv. Kroppefjäll
- 6 kv. Valåsen
- 7 kv. Billingen
- 8 kv. Kinnekulle
- 9 kv. Halleberg
- 10 kv. Hunneberg
- 11 kv. Mösseberg
- 12 kv. Ålleberg
- 13 kv. Plantaberget
- 14 kv. Hökensås
- 15 kv. Tiveden
- 16 kv. Varvsberget
- 17 kv. Gesundaberget[28]
- 18 kv. Omberg
- 19 kv. Hålaveden
- 20 kv. Taberg
- 21 kv. Dundret[29]
- 22 kv. Galtåsen
- 23 kv. Kullen
- 24 kv. Hallandsås
- 25 kv. Romeleklint
- 26 kv. Björnepiken
- 27 kv. Tylemon
- 28 kv. Kolmården
- 29 kv. Käglan
- 30 kv. Kölen
- 31 kv. Städjan
- 32 kv. Faxefjäll
- 33 kv. Storhågna
- 34 kv. Härjehågna
- 35 kv. Storsylen
- 36 kv. Sonfjället
- 37 kv. Helagsfjället
- 38 kv. Åreskutan
- 39 kv. Sarektjåkko[30]
- 40 kv. Sulitelma[31]
- 41 kv. Kebnekajse
- 42 kv. Tomtebacken[32]
- 43 kv. Predikstolen
- 44 kv. Nuolja
- 45 kv. Skuorka
- 46 kv. Luossavaara
- 47 kv. Kirunavaara
- 48 kv. Anarisfjället
- 49 kv. Ottfjället
- 50 kv. Blåhammarfjället
- 51 kv. Västerberget
- 52 kv. Gerumsberget
- 53 kv. Fulufjället[33]
- 54 kv. Mullfjället[34]
- 55 kv. Middagsfjället
- 56 kv. Skarsfjället[35]
- 58 kv. Marsfjället
- 60 kv. Finnveden[36]

## Bagaregårdsskolan
Bagaregårdens folkskola uppfördes 1918 i nationalromantisk, tjugotalsklassicistisk stil efter ritningar av arkitekt Johan Jarlén. Den heter nu Bagaregårdsskolan.

## Platser nära Bagaregården

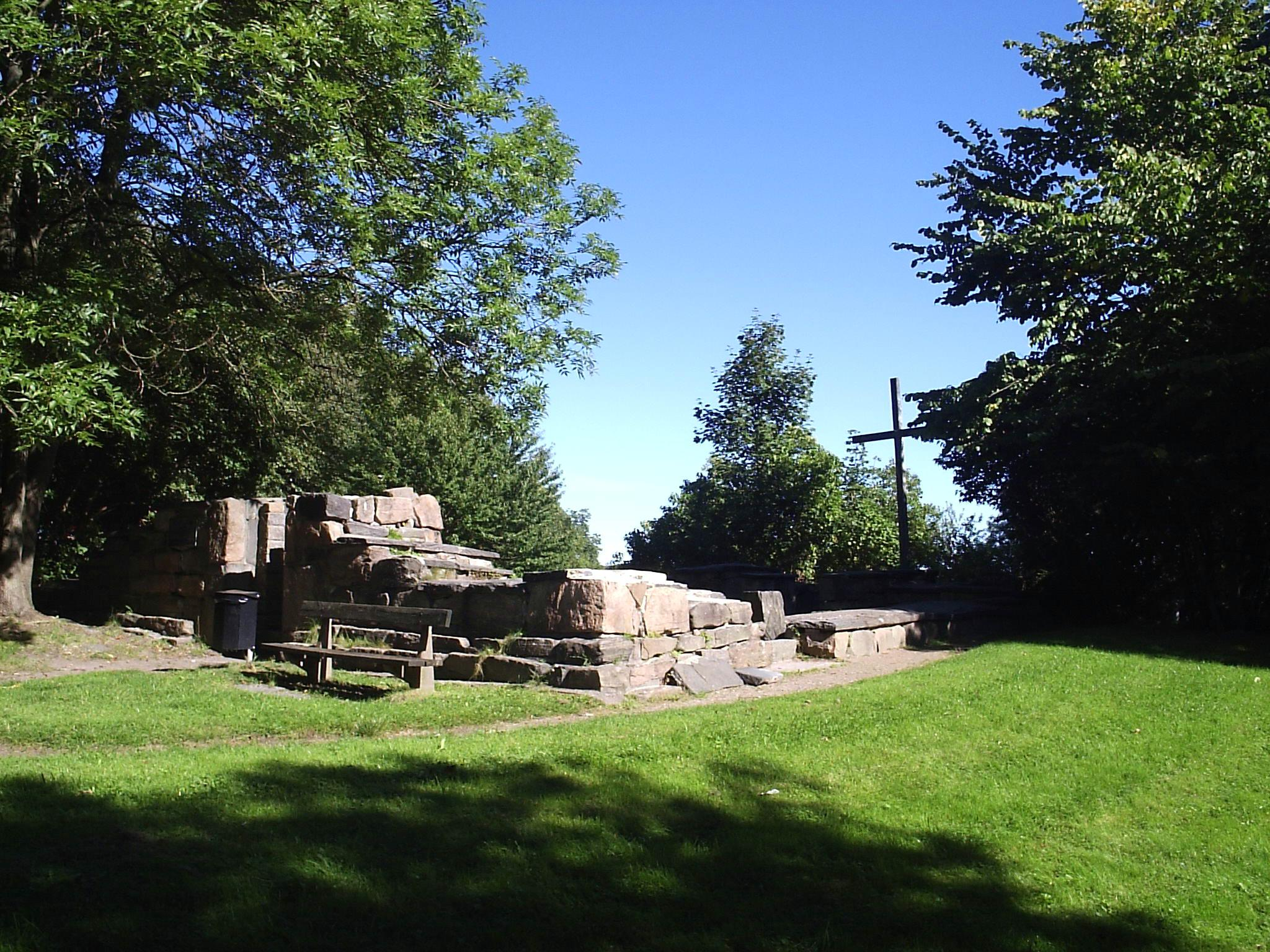
Härlanda kyrkoruin

I väster angränsar Redbergsplatsen som är en viktig knutpunkt i östra Göteborg. Precis sydväst om Bagaregården ligger Östra kyrkogården där många kända personer är begravda. Intill Sofiagatan i Bagaregården ligger också Härlanda kyrkoruin, de restaurerade lämningarna av en kyrka som byggdes tidigt på 1100-talet. Den revs på Gustav Vasas befallning år 1528 för att få byggmaterial till Nya Lödöse kyrka i nuvarande Gamlestaden. Bagaregården ligger nära både Munkebäckstorget och Olskrokstorget.

## Nyckeltal

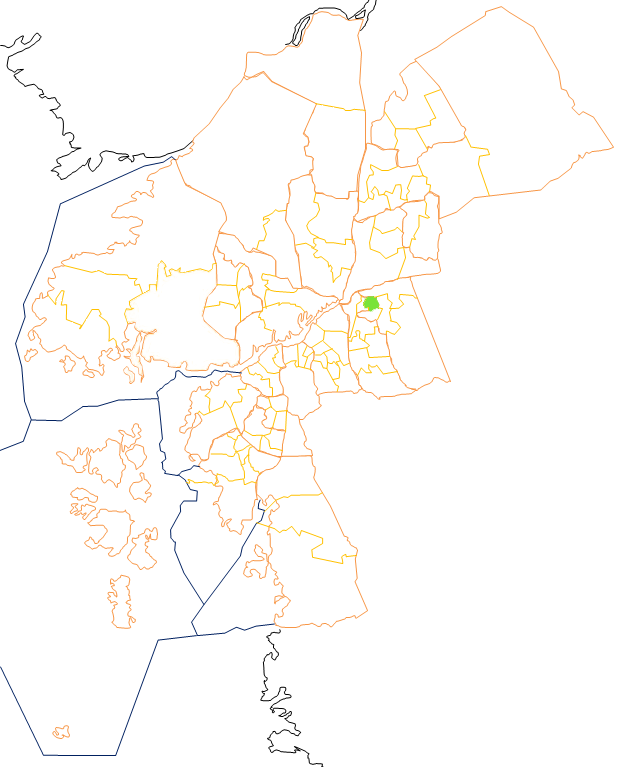
Bagaregården

Nyckeltalen redovisar statistik som beskriver Göteborg och dess 96 delområden, primärområden, per den 31 december och kan användas för att jämföra de olika områdena. Nedan redovisas uppgifter för primärområdet och jämförelse görs mot uppgifterna för hela kommunen.
|                                                           | Bagaregården | Hela Göteborg |
| --------------------------------------------------------- | ------------ | ------------- |
| Folkmängd                                                 | 3 623        | 587 549       |
| Befolkningsförändring 2020–2021                           | -24          | +4 493        |
| Andel födda i utlandet                                    | 16,0 %       | 28,3 %        |
| Andel utrikes födda eller med två utrikes födda föräldrar | 19,9 %       | 38,1 %        |
| Medelinkomst                                              | 335 600 kr   | 332 400 kr    |
| Arbetslöshet                                              | 4,7 %        | 6,6 %         |
| Antal ersatta dagar från F-kassan per person (16-64 år)   | 17,3         | 19,5          |
| Andel med eftergymnasial utbildning (minst 3 år)          | 46,5 %       | 37,9 %        |
| Andel bostäder byggda 1941–1950                           | 58,8 %       |               |
| Andel bostäder i allmännyttan                             | 17,0 %       | 25,9 %        |
| Antal färdigställda bostäder 2021                         | 0            |               |
| Andel bostäder i småhus                                   | 8,7 %        | 18,3 %        |

## Stadsområdes- och stadsdelsnämndstillhörighet
Primärområdet tillhörde fram till årsskiftet 2020/2021 stadsdelsnämndsområdet Örgryte-Härlanda och ingår sedan den 1 januari 2021 i stadsområde Centrum.